# Obra Inversa
Obra Inversa es una banda argentina de Early Fusion, es decir, fusión de sonoridades e instrumentos antiguos con lenguajes de composición populares y contemporáneos. También es catalogada como una banda de World Music. 
En el año 2008 reciben dos nominaciones a los Latin Grammy Awards.

## Integrantes
- Pablo Angilletta: Viola da gamba.
- Evar Cativiela: Laúd, archilaúd, vihuela y guitarra renacentista.
- Pablo A. Demaria: Guitarra.
- Pablo Piccinni: Flautas, voz.
- Juan C. Stafforini: Voz, guitarra.

## Discografía y videoclips
La totalidad de su obra puede consultarse en Anexo:Discografía de Obra Inversa.